# Kaplica Trójcy Świętej w Racławicach

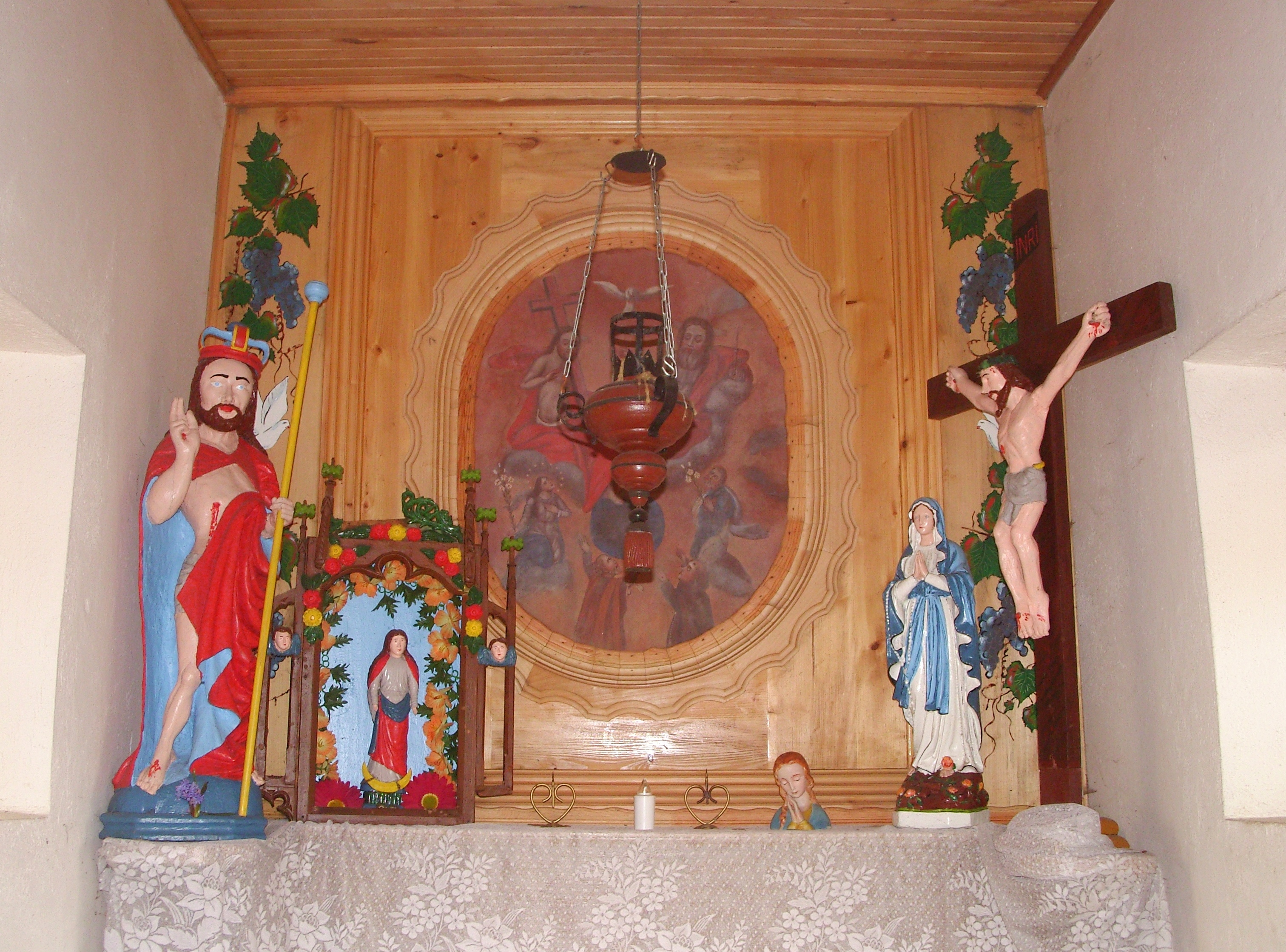
Wnętrze racławickiej kaplicy

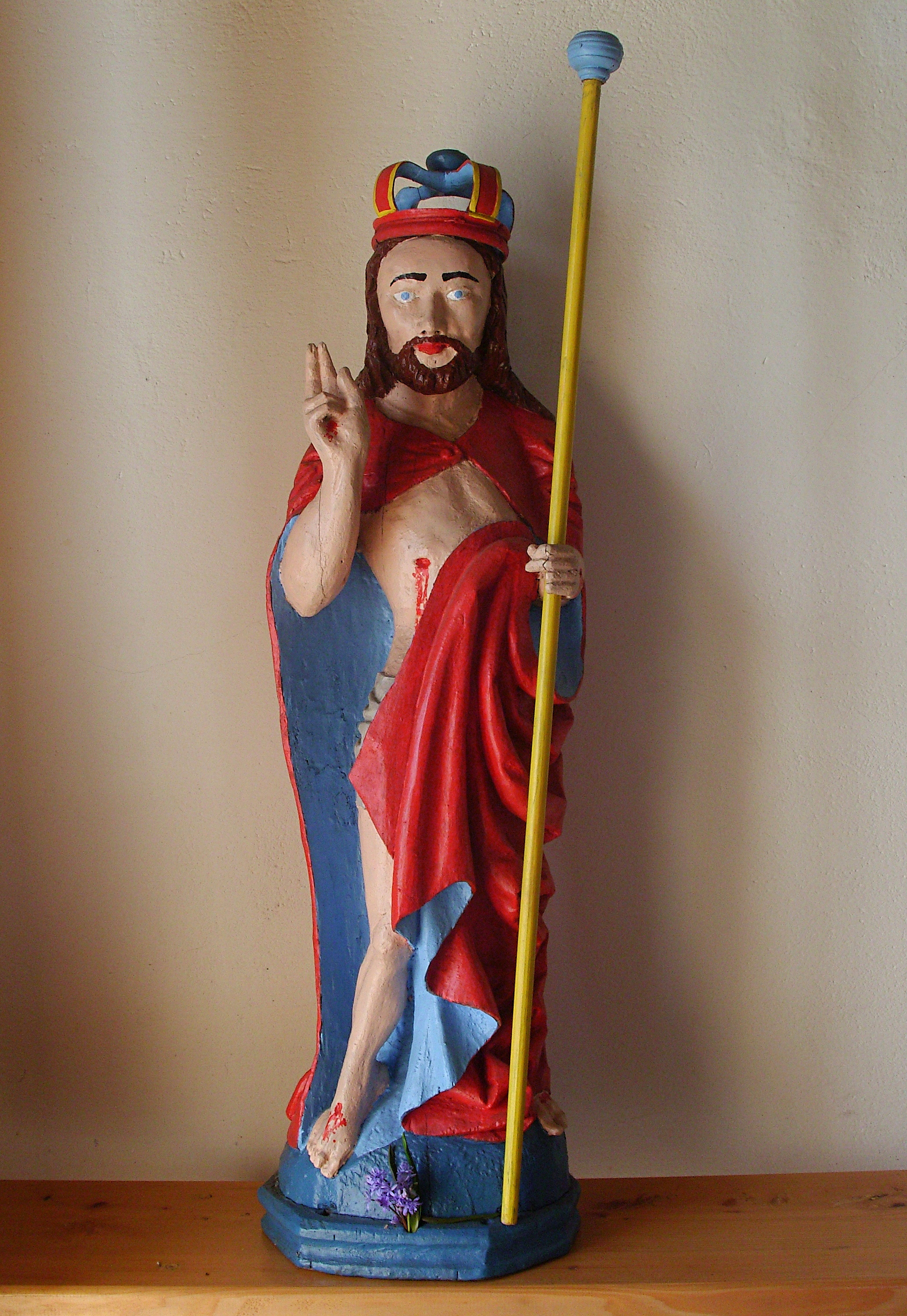
Rzeźba Chrystusa Zmartwychwstałego

Kaplica Trójcy Świętej w Racławicach – murowana kaplica rodowa w Racławicach koło Biecza, na terenie diecezji rzeszowskiej. Najcenniejszy a jednocześnie najstarszy obiekt sakralny w tej miejscowości.

## Historia
Kaplica została wybudowana około 1850 roku za probostwa ks. Tadeusza Chalińskiego lub ks. Franciszka Mendlarskiego przez Macieja Durana – ówczesnego właściciela dużego majątku ziemskiego w Racławicach, na granicy ogrodu nieopodal domu rodzinnego. Nie jest znana przyczyna fundacji obiektu. Co najmniej dwukrotnie została poddana renowacji: w 1948 i latem 2005 roku. 8 września 2005 roku poświęcenia odrestaurowanej kaplicy dokonał ks. Stanisław Pałka – kanonik bieckiej Kapituły Kolegiackiej i proboszcz rożnowicki.
Wskutek gwałtownej nawałnicy 21 lipca 2017 roku zostało uszkodzone poszycie dachowe kaplicy oraz połamane sąsiednie drzewa.

## Architektura
Wzniesiona z kamienia, otynkowana, pobielona, na wysokim podmurowaniu. Szczyt wydzielony gzymsem, a w nim prostokątna wnęka z polichromowaną figurą św. Jana Nepomucena z połowy XIX wieku. Dach kryty czerwoną dachówką, dwuspadowy. Okna niewielkich rozmiarów zdobione witrażami rozmieszczone są symetrycznie po stronie wschodniej i zachodniej. Drzwi dwuskrzydłowe tablicowe. Do wejścia prowadzą schody wykonane z bloków piaskowca ciężkowickego.

## Wyposażenie wnętrza
Wnętrze kaplicy skrywa niezmiernie cenne wyposażenie będące świadectwem różnych okresów historii architektury i sztuki. Do najcenniejszych obiektów należą:
- nastawa ołtarzowa (retabulum) z namalowanym na pergaminie obrazem Trójcy Świętej w otoczeniu Maryi i popularnych świętych: św. Franciszka w habicie, św. Antoniego - trzymającego lilię i św. Piotra z pękiem kluczy w ręku[6], z XIX wieku,
- polichromowana rzeźba Chrystusa Zmartwychwstałego o cechach późnogotyckich (XVI w.)[1] z późniejszą koroną. Niemal identyczna rzeźba znajduje się w kościele św. Michała Archanioła w Binarowej, wpisanym na listę UNESCO[7],
- krucyfiks ludowy o cechach barokowych – uważany za cudowny, z XVIII–XIX wieku. Według podań ochronił miejscową ludność m.in. przed wysiedleniem w trakcie bombardowania Jasła we wrześniu 1944 i w trakcie wielkiego pożaru Racławic z 4 października 1949 roku[1], podczas którego doszczętnie spłonęło 17 budynków,
- neogotycki ołtarzyk Najświętszej Panny Maryi Niepokalanie Poczętej w rzeźbionym obramowaniu, ludowy z XIX wieku[1],
- polichromia o motywach roślinnych, przemalowana podczas ostatniego remontu,
- zabytkowa drewniana, zdobiona malowidłami i złoceniami lampa,
- gipsowa figura Matki Bożej Niepokalanej z lat 50. XX wieku.